# نير بيركوفيش
نير بيركوفيش (بالعبرية: ניר ברקוביץ'‏) هو لاعب كرة قدم إسرائيلي في مركز الوسط، ولد في 16 نوفمبر 1982 في Regba ‏ في إسرائيل. لعب مع مكابي أخاء الناصرة ومكابي نتانيا وهبوعيل حيفا.

## وصلات خارجية
- نير بيركوفيش على موقع Soccerbase.com (لاعب) (الإنجليزية)